# Путтесуннский мост
Путтесуннский мост (норв. Puttesund bro) — автодорожный железобетонный вантовый мост в коммуне Фредрикстад, Норвегия. Соединяет острова Хьёкёй и Хохольмен (норв. Håhålmen). Является частью дороги №108 (fylkesvei 108). 

## История
Мост был открыт 14 мая 1971 года. Строительство моста велось под руководством инженера Ф. Сельмера (норв. F. Selmer) компаниями Eeg-Henriksen, Christiani & Nielsen, A/S Veidekke и Kaare Backer A/S. Пролётное строение из преднапряжённого железобетона сооружалось методом уравновешенного навесного бетонирования. Первоначально это был рамно-консольный мост. К 2000-м годам из-за провисания пролётного строения (величина которого достигла 45 см) было принято решение о реконструкции. В 2002 году мост стал вантовым. 

## Конструкция
Мост железобетонный однопролётный двухпилонный вантовый. Пролёт моста составляет 138 м, общая длина — 194 м.
Балка пролётного строения из предварительно напряженного железобетона, коробчатого сечения постоянной ширины с изменяющейся высотой. Пилоны моста представляют собой вертикальные металлические стойки высотой 43 м от уровня верха железобетонных фундаментов. В поперечном направлении пилоны имеют А-образную форму. На мосту две полосы движения для движения транспорта. 